# Вікторія Валуа (принцеса Франції)
Вікторія Валуа, (24 червня 1556 — 17 серпня 1556), як і її сестра Іоанна Валуа — французькі принцеси-близнюки, були останніми дітьми короля Франції Генріха II і Катерини Медичі. Жанна де Валуа (24 червня 1556) померла, не встигнувши побачити світло, Вікторія де Валуа прожила трохи більше місяця. У зв'язку з цими пологами, які пройшли дуже складно і ледь не стали причиною смерті Катерини Медичі, лікарі порадили королівському подружжю більше не думати про народження нових дітей; після цього Генріх припинив відвідувати спальню своєї дружини, проводячи весь вільний час зі своєю фавориткою Діаною де Пуатьє.